# Lubiąż (jezioro)
Lubiąż – jezioro w województwie lubuskim, w powiecie sulęcińskim, w gminie Lubniewice, położone na Pojezierzu Łagowskim. Lubiąż jest jednym z trzech jezior grupy lubniewickiej (pozostałe dwa to jezioro Lubniewsko i Krajnik). Akwen posiada dobrze rozwiniętą linię brzegową oraz jest niemal w całości otoczony lasami. Wschodni brzeg zajmują liczne ośrodki wypoczynkowe oraz zabudowania miasta Lubniewice.

## Położenie i opis
Jezioro położone jest w północnej części Pojezierza Łagowskiego. Akwen ma dobrze rozwiniętą linię brzegową, liczne zatoki i półwyspy, brzegi są wysokie i porośnięte lasami. Na jeziorze znajdują się dwie wyspy, większa Księży Ostrów i mniejsza Wyspa Mała. Nad jeziorem ulokowanych jest kilka ośrodków wczasowych i pól namiotowych z plażami. Wschodnia część zbiornika przylega do Lubniewic, wokół prowadzi szlak pieszy  o długości 12,5 km. Zachodnia część jeziora otoczona jest lasami. Przez jezioro przepływa rzeka Lubniewka, zapewniająca swobodną komunikację do jeziora Lubniewskiego. Nad północno-wschodnim brzegiem jeziora znajduje się zespół pałacowy rodu von Waldow und Reitzenstein, nazywany przez obecnego właściciela Zamkiem Książąt Lubomirskich.

## Hydronimia
Jezioro pojawia się w źródłach w 1809 roku jako: Lubenz S., a następnie Libbenz S., Lübbens-See (1932, 1934). 11 lutego 1949 roku zatwierdzono administracyjnie nazwę Lubiąż. Obecnie państwowy rejestr nazw geograficznych jako nazwę jeziora również podaje Lubiąż, jednocześnie wymieniając nazwę oboczną: Lubniewice.

## Morfometria
Według danych Instytutu Rybactwa Śródlądowego powierzchnia zwierciadła wody jeziora wynosi 130,5 ha, natomiast A. Choiński, poprzez planimetrowanie na mapach 1:50 000, określił wielkość jeziora na 142,5 ha. Jeziorna jednolita część wód powierzchniowych ma powierzchnię 145 ha.
Średnia głębokość zbiornika wodnego to 4,6 m, a maksymalna – 12,8 m. Objętość jeziora wynosi 6075,1 tys. m³. Maksymalna długość jeziora to 3250 m, a szerokość 850 m. Długość linii brzegowej wynosi 12 400 m.
Według Atlasu jezior Polski (red. J. Jańczak, 1996) lustro wody znajduje się na wysokości 48 m n.p.m., natomiast według numerycznego modelu terenu udostępnionego przez Geoportal lustro wody znajduje się na wysokości 48,1 m n.p.m.
Według Mapy Podziału Hydrograficznego Polski jezioro jest położone na terenie zlewni siódmego poziomu Bezpośrednia zlewnia jez. Lubiąż. Identyfikator MPHP to 1896279. Zlewnia bezpośrednia jeziora wynosi 58 km².

## Zagospodarowanie
W systemie gospodarki wodnej jezioro tworzy jednolitą część wód o kodzie PLLW10911. Administratorem jest Regionalny Zarząd Gospodarki Wodnej w Poznaniu – utworzył on obwód rybacki obejmujący wody tego zbiornika wodnego o nazwie: Obwód rybacki jeziora Lubiąż na rzece Lubna – Nr 2. Gospodarkę rybacką na jeziorze prowadzi Gmina Lubniewice. Ze względu na typologię rybacką jest to jezioro na pograniczu typu leszczowego i sandaczowego.
Zbiornik wodny pełni również funkcje rekreacyjne. Nad jeziorem, w jego wschodniej części, funkcjonuje kilka ośrodków wczasowych, posiadających dobrze zagospodarowane, piaszczyste plaże. W 2022 roku znajdowało się tutaj jedno kąpielisko wyznaczone zgodnie z zasadami dyrektywy kąpieliskowej – Przystań Wodna ZSMP OW „Pod Basztą” w Lubniewicach. W tym samym roku jakość wód tego kąpieliska oceniono jako doskonałą. Nad jeziorem funkcjonują ponadto wypożyczalnie sprzętu wodnego oraz obiekty gastronomiczne.

## Czystość i ochrona środowiska
Według danych z 1993 roku wody jeziora zostały zaliczone do III klasy czystości. Badania z 1998 roku wykazały poprawę jakości wód jeziora – spadły stężenia azotu mineralnego, azotu całkowitego i fosforu całkowitego w warstwie powierzchniowej. Wskaźnik przeźroczystości wód w obydwu badaniach był jednak niski i wynosił nieco ponad 1 metr. W badaniach z 2003 roku wskaźniki uległy dalszej poprawie, w związku z czym jezioro zostało zakwalifikowane do II klasy czystości. Inspektorzy WIOŚ jako główną przyczynę poprawienia się czystości wód jeziora wskazywali fakt uporządkowania gospodarki ściekowej w zlewni jeziora poprzez budowę w 1993 roku, poniżej jeziora, mechaniczno-biologicznej oczyszczalni ścieków.
Jezioro Lubiąż zostało zakwalifikowane jako podatne na degradujące wpływy zewnętrzne, w związku z czym zostało zaliczone do III kategorii podatności na degradację. Oznacza to, że jest to jezioro o słabych warunkach naturalnych. Negatywny wpływ na ten wskaźnik mają niewielka głębokość średnia, niski wskaźnik stratyfikacji termicznej, duży procent wymiany wód w ciągu roku (240%) oraz duża powierzchnia zlewni bezpośredniej jeziora w porównaniu do jego objętości.
Badania z 2020 roku zaliczyły wody jeziora do wód o umiarkowanym stanie ekologicznym, co odpowiada III klasie jakości. Wskaźnikiem, który zadecydował o trzeciej klasie, był stan fitoplanktonu oraz ichtiofauny, podczas gdy stan makrozoobentosu, makrofitów oraz fitobentosu oceniono jako dobry. W tym samym roku stan chemiczny wód określono jako dobry, nie stwierdzając żadnego elementu przekraczającego normę. Przeźroczystość wód została określona na 1,4 metra.
Jezioro w całości znajduje się na obszarze chronionego krajobrazu Pojezierze Lubniewicko-Sulęcińskie.